# South Charleston, Ohio
South Charleston là một làng thuộc quận Clark, tiểu bang Ohio, Hoa Kỳ. Năm 2010, dân số của làng này là 1693 người.

## Dân số
- Dân số năm 2000: 1850 người.
- Dân số năm 2010: 1693 người.